# Medaille zur Erinnerung an Großherzog Paul Friedrich August

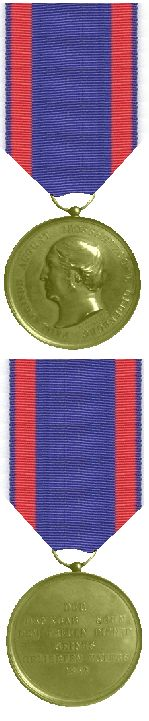
Medaille zur Erinnerung an Großherzog Paul Friedrich August

Die Medaille zur Erinnerung an Großherzog Paul Friedrich August wurde 1853 von Großherzog Nikolaus Friedrich Peter von Oldenburg gestiftet und konnte an langjährige Diener des verstorbenen Großherzogs in Gold oder Bronze verliehen werden.
Die Medaille wurde durch die Medailleure Rudolph Kölbel und Johann Karl Fischer gemeinsam geschaffen. Sie zeigt auf der Vorderseite das Bildnis von verstorbenen Großherzogs, umlaufend PAUL FRIEDR. AUGUST GROSSHERZOG V. OLDENBURG. Die Rückseite trägt die Inschrift DER DANKBARE SOHN DEM TREUEN DIENER SEINES GELIEBTEN VATERS 1853.
Die goldene Medaille wurde nur einmal verliehen. Sie trägt am Rand den Namen des Beliehenen.
Es gibt auch bronzene Medaillen ohne Rückseiteninschrift.
Getragen wurde die Auszeichnung an einem dunkelblauen Band mit zwei ponceauroten Seitenstreifen auf der linken Brustseite.